# Amiskwia sagittiformis
Amiskwia sagittiformis is een soort van uitgestorven ongewervelde dieren uit het Midden-Cambrium, dat vaak wordt gerekend tot de stam van de pijlwormen. Fossielen van dit dier zijn gevonden in Canada (in de Burgess shale in Brits-Columbia) en in China (Heilinpu-formatie in Yunnan). De naam is ontleend aan de rivier de Amiskwa in Alberta (Canada) en sagittiform betekent pijlvormig.

## Kenmerken
Van dit organisme zijn zeer weinig exemplaren gevonden, slechts zesentwintig van de Burgess Shale, A. sagittiformis en een of twee exemplaren uit de biota van Chengjiang, A. sinica, wat een weerspiegeling kan zijn van zijn echte zeldzaamheid, maar is waarschijnlijker het gevolg van taponomische (conserverende) of gedragsfactoren. De fossielen bereiken een lengte van vijfentwintig millimeter (1 in). Het hoofd is afgerond, getipt met twee tentakels en de hersenen lijken vier zenuwknopen te bevatten. Het lichaam vlakt uit en verbreedt zich in de romp, die redelijk gespierd lijkt te zijn. Waar de romp het hoofd raakt, is er een kleine buisvormige opening, die kan worden geïnterpreteerd als de mond. De darm eindigt waar de romp smaller wordt en de staart ontmoet, die breed en peddelvormig is. De lichaamsmorfologie suggereert een vrije energetische zwemmer, die consistent kan zijn met het tekort aan fossielen (met andere woorden, een vrij zwemmend dier zou kunnen voorkomen dat hij regelmatig levend in een modderstroom wordt begraven in vergelijking met een bentisch dier).

## Geschiedenis en research
Amiskwia werd oorspronkelijk gecategoriseerd door paleontoloog Charles Walcott. Walcott dacht dat hij drie buccale stekels in de fossielen zag en daarom categoriseerde hij Amiskwia als een Chaetognatha-worm (pijlworm). Amiskwia lijkt echter de karakteristieke grijpende stekels en tanden van andere Burgess fossiele pijlwormen te missen. Latere wetenschappers suggereerden affiniteit met de Nemertea, maar het bewijs hiervoor was enigszins onvoldoende. Conway Morris beschreef de Burgess Shale-fauna tijdens de jaren 1970 opnieuw als de enige bekende soort in een anders onbekend fylum, aangezien het twee tentakels bij zijn mond heeft in plaats van de karakteristieke enkele tentakel van echte Nemertea. Er zijn echter een paar antero-laterale tentakels aanwezig in twee van de vele geslachten pelagische Nemertea. Nemertea hebben een enkele eversibele - normaal interne - proboscis, die bij een eventuele vervorming op een voorste mediane tentakel kan lijken. Of het nu is ingetrokken of ooit is aangetast, de proboscis is de enige structuur in pelagische Nemertea die waarschijnlijk zal fossiliseren, omdat het de enige structuur is met aanzienlijk bindweefsel en spieren. De lichaamswand heeft bijna geen spier- of bindweefsel en is buitengewoon onwaarschijnlijk om te fossiliseren, vandaar dat een pelagisch Nemertea-fossiel alleen de proboscis zou zijn. Butterfield impliceert uit het uiterlijk van de fossielen dat de organismen misschien een nagelriem ontbrak: hoewel dit ook geldt voor de Nemertea, missen deze organismen een coelom en zullen ze dus waarschijnlijk niet fossiliseren. Hij beweert verder dat de afwezigheid van schilden kenmerkend is voor de Chaetognatha. Terwijl tanden worden verwacht, vertoont een vergelijkbaar fossiel, Wiwaxia, dergelijke structuren in slechts tien procent van de verwachte gevallen en worden Anomalocarididen vaak los van hun monddelen aangetroffen, dus de afwezigheid kan taponomisch zijn in plaats van echt. De afwezigheid van stekels kan eenvoudig betekenen dat de fossielen jonge organismen vertegenwoordigen - of dat latere Chaetognatha-evolutie paedomorfose inhield.

## Overeenkomst
De meest recente interpretatie, gebaseerd op al het beschikbare fossiele materiaal, is dat het organisme een totale groep gnathifera was. De precieze affiniteit binnen deze groep is moeilijk op te lossen, maar als het in de stam van een bestaand phylum valt, zou het een gnathostomulida zijn.